# مارك فوستر
مارك فوستر (بالإنجليزية: Mark Foster)‏ (29 أكتوبر 1973 بأوكلاند في الولايات المتحدة - ) هو لاعب كرة قدم أمريكي في مركز الوسط. لعب مع Nashville Metros ‏ وBakersfield Brigade ‏ وOrange County Blue Star ‏.